# Bahnhof Sanremo
Der Bahnhof Sanremo ist der Bahnhof der Stadt Sanremo in Italien, Region Ligurien, Provinz Imperia.

## Geschichte

### Bahnhof von 1872
Der alte Bahnhof wurde 1872 eröffnet. Er lag an der Piazza Cesare Battisti (43° 49′ N, 7° 46′ O). Das Empfangsgebäude ist erhalten und wird gewerblich genutzt. Die Gleise wurden entfernt und es entstand ein etwa 20 km langer Fahrrad- und Fußgängerweg zwischen Ospedaletti im Südwesten und San Lorenzo al Mare im Nordosten.

### Bahnhof von 2001
Der derzeitige Bahnhof wurde im Zuge des Ausbaus der Bahnstrecke Genova–Ventimiglia an anderer Stelle neu errichtet und 2001 eröffnet.

## Anlage

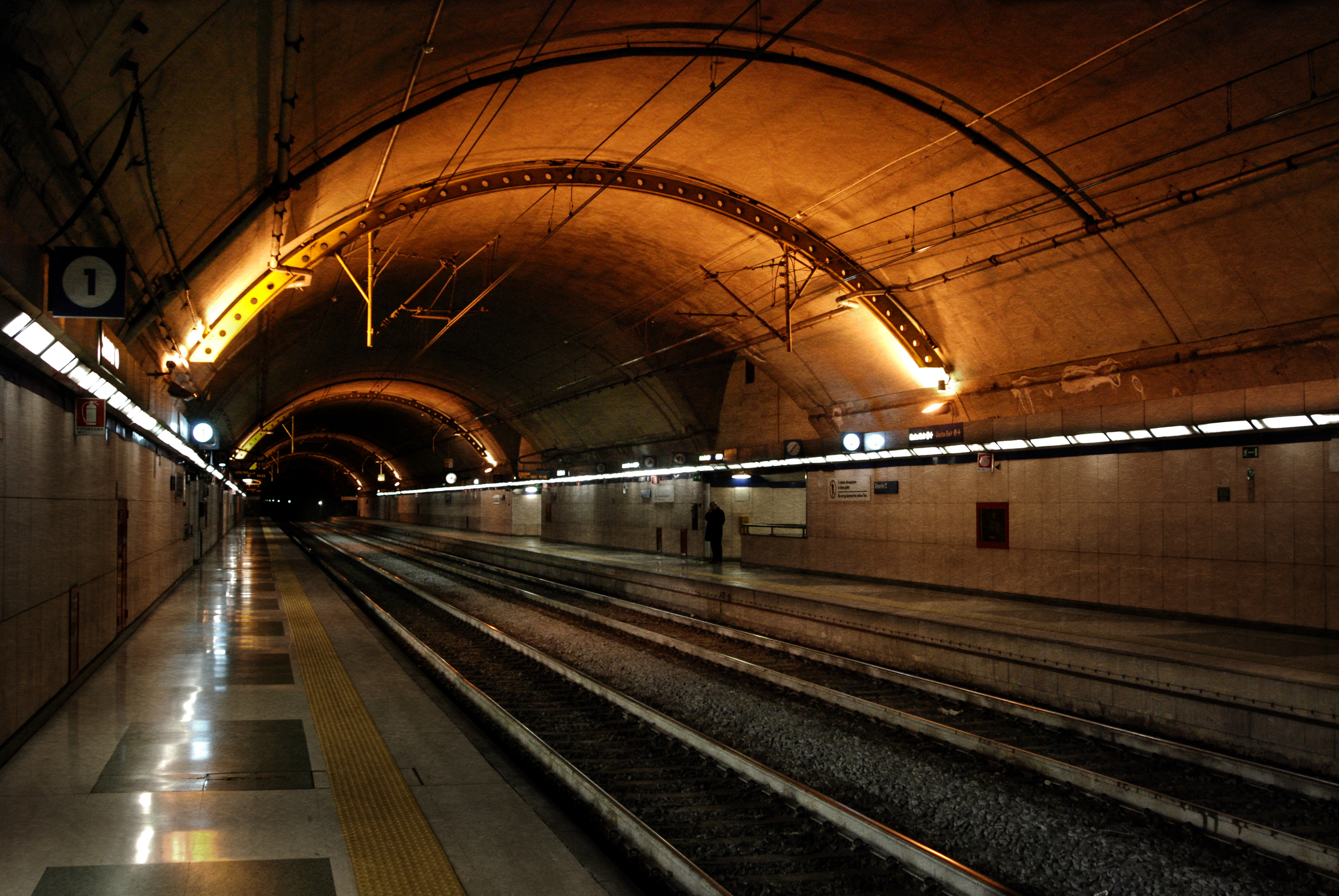
Die Gleise

Der Bahnhof liegt in einem zweigleisigen Tunnel und hat zwei Seitenbahnsteige. Vom Empfangsgebäude führt ein rund 700 m langer Fußgängertunnel mit zwei Fahrsteigen zu den Bahnsteigen. Betrieblich handelt es sich um eine Haltestelle mit Außenbahnsteigen. 
Das Empfangsgebäude liegt am Ende eines schmalen Grundstücks, hinter dem ein Berghang ansteigt. Das Gebäude umschließt teilweise eine runde Vorfahrt. Über einem verglasten Erdgeschoss befindet sich eine mittlere Zone, die von dunklen, liegenden Fensterbändern geprägt ist. Darüber ist eine Zone mit skulptural geformten Baumassen. Durch die Eingangstür, die in der Fassade durch ein darüber liegendes, vergrößertes Fenster markiert wird, gelangt man in einen runden Saal mit Kuppel, an dem die Fahrkartenausgabe und eine Bar liegen und von wo der Fußgängertunnel zu den Bahnsteigen führt.

## Lage und Betrieb
Das Empfangsgebäude liegt im Stadtgebiet östlich des Zentrums am Corso Felice Cavallotti.
Alle fahrplanmäßigen Züge des Personenverkehrs halten hier. Im Fernverkehr bestehen Direktverbindungen unter anderem nach Nizza, Genua, Mailand und Rom.